# فرخنده کبود
فرخنده کبود (نام علمی: Thraupis glaucocolpa) یک گونه از پرندگان در خانوادۀ فرخندگان است. اصطلاح کبود رنگ آن را توصیف می‌کند. در کلمبیا و ونزوئلا یافت می‌شود و زیستگاه‌های طبیعی آن جنگل‌های دشت نمناک نیمه‌گرمسیری یا گرمسیری و جنگل‌های پیشین به شدت تخریب‌شده است.